# Aeschynomene
Aeschynomene är ett släkte av ärtväxter. Aeschynomene ingår i familjen ärtväxter.

## Bildgalleri

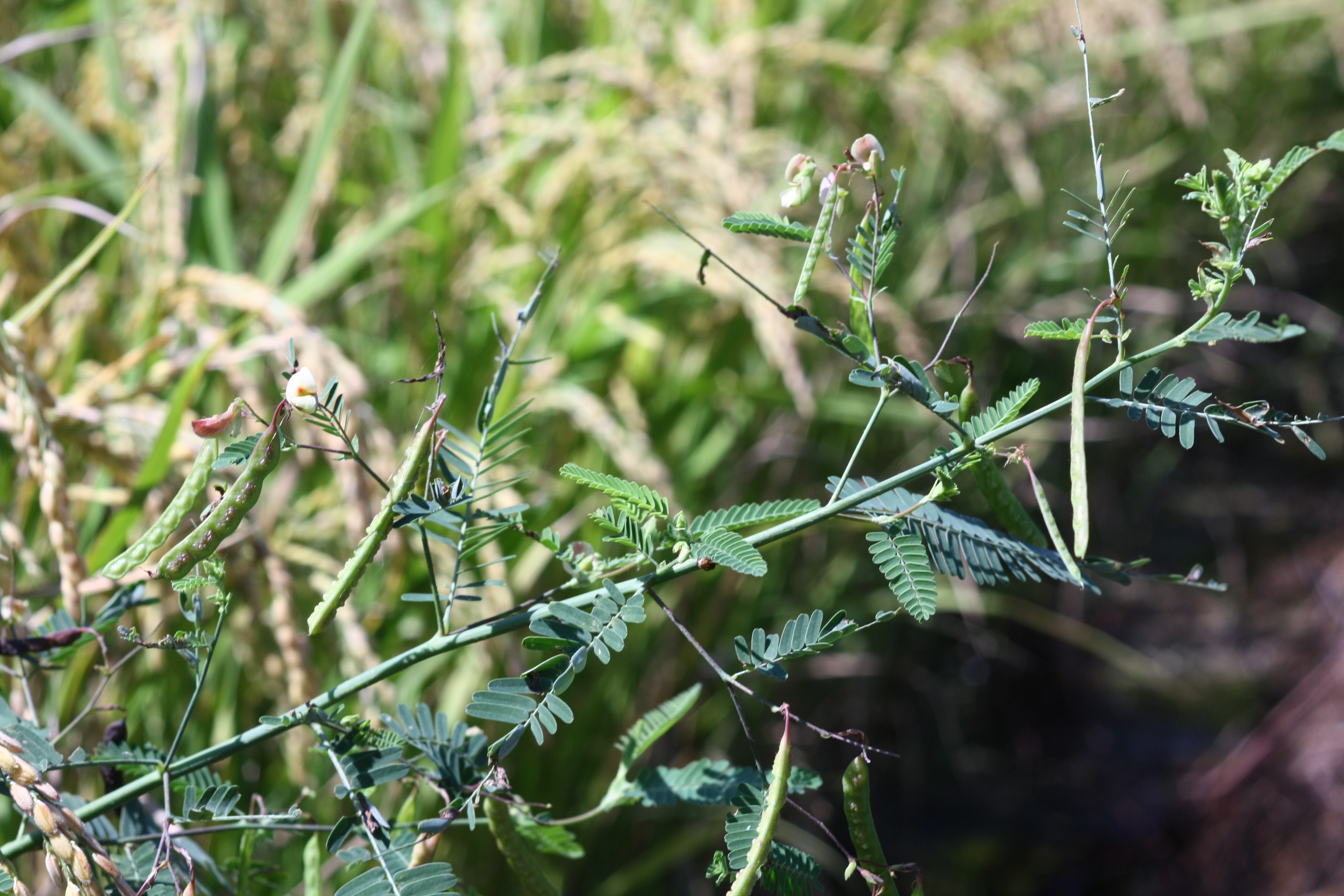
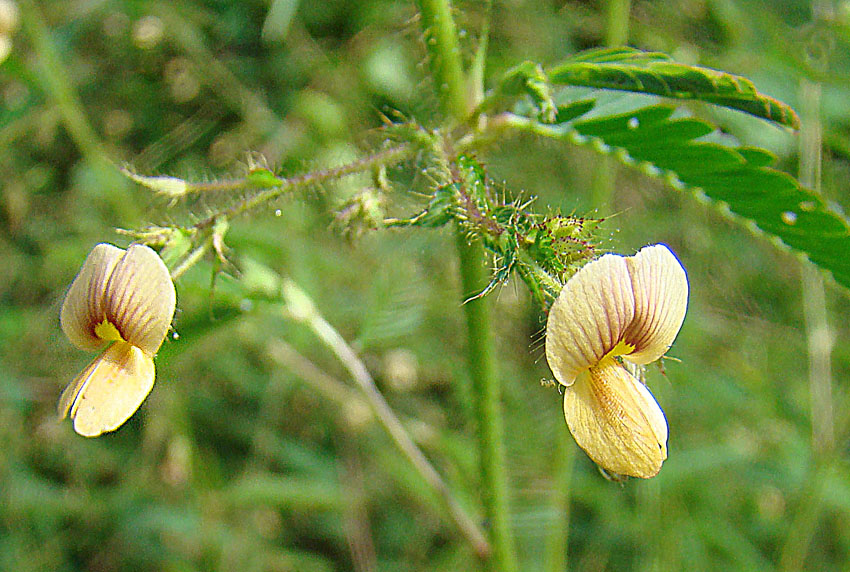

## Dottertaxa tillAeschynomene, i alfabetisk ordning[1]
- Aeschynomene abyssinica
- Aeschynomene acapulcensis
- Aeschynomene acutangula
- Aeschynomene afraspera
- Aeschynomene americana
- Aeschynomene amorphoides
- Aeschynomene angolense
- Aeschynomene aphylla
- Aeschynomene aspera
- Aeschynomene batekensis
- Aeschynomene baumii
- Aeschynomene bella
- Aeschynomene benguellensis
- Aeschynomene bracteosa
- Aeschynomene bradei
- Aeschynomene brasiliana
- Aeschynomene brevifolia
- Aeschynomene brevipes
- Aeschynomene bullockii
- Aeschynomene burttii
- Aeschynomene carvalhoi
- Aeschynomene chimanimaniensis
- Aeschynomene ciliata
- Aeschynomene compacta
- Aeschynomene crassicaulis
- Aeschynomene cristata
- Aeschynomene curtisiae
- Aeschynomene deamii
- Aeschynomene debilis
- Aeschynomene deightonii
- Aeschynomene denticulata
- Aeschynomene dimidiata
- Aeschynomene egena
- Aeschynomene elaphroxylon
- Aeschynomene elegans
- Aeschynomene evenia
- Aeschynomene falcata
- Aeschynomene fascicularis
- Aeschynomene filosa
- Aeschynomene fluitans
- Aeschynomene fluminensis
- Aeschynomene foliolosa
- Aeschynomene fructipendula
- Aeschynomene fulgida
- Aeschynomene gazensis
- Aeschynomene genistoides
- Aeschynomene glabrescens
- Aeschynomene glauca
- Aeschynomene goetzei
- Aeschynomene gracilipes
- Aeschynomene gracilis
- Aeschynomene graminoides
- Aeschynomene grandistipulata
- Aeschynomene guatemalensis
- Aeschynomene heurckeana
- Aeschynomene hintonii
- Aeschynomene histrix
- Aeschynomene indica
- Aeschynomene interrupta
- Aeschynomene inyangensis
- Aeschynomene katangensis
- Aeschynomene kerstingii
- Aeschynomene langlassei
- Aeschynomene latericola
- Aeschynomene lateritia
- Aeschynomene laxiflora
- Aeschynomene leptophylla
- Aeschynomene leptostachya
- Aeschynomene lewisiana
- Aeschynomene lorentziana
- Aeschynomene lyonnetii
- Aeschynomene magna
- Aeschynomene marginata
- Aeschynomene martii
- Aeschynomene maximistipulata
- Aeschynomene mediocris
- Aeschynomene megalophylla
- Aeschynomene mimosifolia
- Aeschynomene minutiflora
- Aeschynomene mollicula
- Aeschynomene monteiroi
- Aeschynomene montevidensis
- Aeschynomene mossambicensis
- Aeschynomene mossoensis
- Aeschynomene multicaulis
- Aeschynomene nana
- Aeschynomene neglecta
- Aeschynomene nematopoda
- Aeschynomene nicaraguensis
- Aeschynomene nilotica
- Aeschynomene nivea
- Aeschynomene nodulosa
- Aeschynomene nyassana
- Aeschynomene nyikensis
- Aeschynomene oligophylla
- Aeschynomene oroboides
- Aeschynomene palmeri
- Aeschynomene paniculata
- Aeschynomene paraguayensis
- Aeschynomene pararubrofarinacea
- Aeschynomene parviflora
- Aeschynomene patula
- Aeschynomene paucifolia
- Aeschynomene paucifoliolata
- Aeschynomene pawekiae
- Aeschynomene petraea
- Aeschynomene pfundii
- Aeschynomene pinetorum
- Aeschynomene pleuronervia
- Aeschynomene pluriarticulata
- Aeschynomene podocarpa
- Aeschynomene pratensis
- Aeschynomene pringlei
- Aeschynomene pseudoglabrescens
- Aeschynomene pulchella
- Aeschynomene purpusii
- Aeschynomene pygmaea
- Aeschynomene racemosa
- Aeschynomene rehmannii
- Aeschynomene rhodesica
- Aeschynomene riedeliana
- Aeschynomene rivularis
- Aeschynomene rosei
- Aeschynomene rostrata
- Aeschynomene rubrofarinacea
- Aeschynomene rubroviolacea
- Aeschynomene rudis
- Aeschynomene ruspoliana
- Aeschynomene sabulicola
- Aeschynomene sansibarica
- Aeschynomene scabra
- Aeschynomene schimperi
- Aeschynomene schindleri
- Aeschynomene schliebenii
- Aeschynomene scoparia
- Aeschynomene selloi
- Aeschynomene semilunaris
- Aeschynomene sensitiva
- Aeschynomene siifolia
- Aeschynomene simplicifolia
- Aeschynomene simulans
- Aeschynomene solitariiflora
- Aeschynomene soniae
- Aeschynomene sparsiflora
- Aeschynomene standleyi
- Aeschynomene stipitata
- Aeschynomene stipulosa
- Aeschynomene stolzii
- Aeschynomene tambacoundensis
- Aeschynomene tenuirama
- Aeschynomene tenuis
- Aeschynomene trigonocarpa
- Aeschynomene tsaratanensis
- Aeschynomene tumbezensis
- Aeschynomene uniflora
- Aeschynomene unijuga
- Aeschynomene upembensis
- Aeschynomene warmingii
- Aeschynomene weberbaueri
- Aeschynomene venulosa
- Aeschynomene vigil
- Aeschynomene villosa
- Aeschynomene virginica
- Aeschynomene viscidula
- Aeschynomene vogelii